# Chronologie du Rwanda
Cette chronologie du Rwanda retrace l'histoire du pays à travers quelques dates clés.

## Rwanda ancien
- XIe siècle av. J.-C. : traces d'une présence humaine attestée par la recherche archéologique[1].
- Ier millénaire av. J.-C. : débuts du fer et de l'agriculture (éleusine, sorgho, élevage)[2].
- 700 av. J.C.-XIVe siècle : peuplement du territoire à travers plusieurs vagues d'immigration[3].
- Ve siècle-XIe siècle : arrivée probable des Hutus (date variable selon les sources)[1]
- XIVe siècle : arrivée des éleveurs nomades tutsis au Rwanda où vivent déjà les Twas et les Hutus. Fondation du royaume du Rwanda et de la dynastie Nyiginya avec le mwami Ruganzu I Bwimba[1]
- XVe siècle : unification politique et culturelle du royaume qui englobe des régions aujourd'hui rattachées à l'Ouganda ou à la république démocratique du Congo (RDC)[3]
- XVIIe siècle : règne fondateur du conquérant Ruganzu II qui pose les jalons d'un État-nation
- 1770-1786 : renforcement de la monarchie et réforme militaire sous le règne de Cyilima II[2]
- XVIIIe siècle : introduction de plantes en provenance du continent américain (maïs, patates, haricots)[2]
- 1801-1845 : essor des privilèges pastoraux sous le règne de Yuhi IV (domaines ibikingi)[2]
- 29 novembre 1861 : parti à la recherche des sources du Nil, l'explorateur britannique John Speke aperçoit les hauteurs du Rwanda depuis le Karagwe[4].
- 1860(?)-1895 : long règne de Kigeli IV, marqué par une intense activité militaire[5].
- Mars 1876 : Henry Stanley tente une incursion depuis la Tanzanie et passe une nuit sur une île du lac Ihema, mais doit rebrousser chemin[6].

## Rwanda colonial
- 15 novembre 1884-26 février 1885 : la Conférence de Berlin définit les règles de partage de l'Afrique entre les nations européennes[7].
- 1890 : le Rwanda, le Burundi et une partie de la Tanzanie sont rattachés à l'Afrique orientale allemande.
- Septembre 1892 : brève incursion au Rwanda du premier explorateur européen, le géographe autrichien Oscar Baumann[8].
- 2 mai 1894-24 juin 1894 : le comte allemand Gustav Adolf von Götzen est le premier Européen à traverser le Rwanda dans toute sa longueur[9]. Il est reçu par Kigeri IV Rwabugiri.
- 1894 : Création du vicariat apostolique du Victoria-Nyanza du Sud auquel le Rwanda est rattaché[10].
- 1895 : mort de Kigeli IV. Son fils lui succède sous le nom de Mibambwe IV.
- 1896 : coup d'État de Rucunshu : le jeune roi Mibambwe IV est évincé au profit de son demi-frère Musinga qui lui succède sous le nom de Yuhi V.
- 8 février 1900 : installation de la première mission des Pères blancs à Save près d'Astrida (aujourd'hui Butare)[10],
- 19 octobre 1908 : le siège de la Résidence du Rwanda s'appelle officiellement Kigali.
- 1909 : arrivée des premières religieuses[10]
- 1910 : reconnaissance par la Belgique de la souveraineté allemande sur le Rwanda[11].
- 1914-1918 : Première Guerre mondiale
- 1916 : début de l'occupation par les troupes belges[11]
- 7 octobre 1917 : ordination des deux premiers prêtres rwandais[10]
- 28 juin 1919 : Traité de Versailles : l'Allemagne doit renoncer à son empire colonial (art. 119[12]).
- 25 avril 1922 : le pape Pie XI scinde le vicariat apostolique du Kivu en deux, celui du Rwanda est confié à Mgr Léon-Paul Classe[10] .
- 31 août 1923 : la Société des Nations donne à la Belgique un mandat d'administration du Ruanda-Urundi[13]
- 21 août 1925 : intégration du territoire du Ruanda-Urundi à la colonie du Congo belge[13]
- 12 novembre 1931 : destitution et déportation du roi Yuhi V
- 16 novembre 1931 : couronnement de son fils Rudahigwa, âgé de 19 ans, sous le nom de Mutara III[14].
- 1934 : création du Parc national de l'Akagera
- 1934-1935 : recensement des populations du Ruanda-Urundi préalable à l'instauration d'un livret d'identité comportant l'appartenance ethnique[15].
- 1943-1944 : famine meurtrière due à la sécheresse (Ruzagayura)[16]. Apparition de nouvelles cultures.
- 17 octobre 1943 : baptême du jeune Mutara III, premier mwami à se convertir au christianisme[13]
- 1946 : Après la dissolution de la Société des Nations, le Ruanda-Urundi est placé sous la tutelle de l'ONU[13]
- 27 octobre 1946 : consécration du Rwanda au Christ-Roi par le roi Mutara III[13]
- 1949 : Mutara III visite la Belgique[17].
- 1955 : visite officielle du roi des Belges, Baudoin, au Congo belge auquel le Ruanda-Urundi est rattaché[17]
- 19 décembre 1955 : Mgr Perraudin est nommé vicaire apostolique de Kabgayi[18].
- 24 mars 1957 : manifeste des Bahutu dénonçant les privilèges de la monarchie tutsi soutenue par les Belges[19].
- 1er mai 1957 : le journaliste Grégoire Kayibanda dépose les statuts de l'association Mouvement social muhutu (MSH), agréée le 4 avril 1958[20].
- 17 et 18 mai 1958 : en réponse au Manifeste des Bahutu, les autorités Tutsi condensent leur doctrine politique dans deux textes, les « Écrits de Nyanza »[17]
- 11 février 1959 : lettre pastorale de Mgr Perraudin, vicaire apostolique de Kabgayi[21].
- 25 juillet 1959 : mort du mwami Mutara III à Bujumbura, dans des conditions mal élucidées[17]
- 28 juillet 1959 : son demi-frère lui succède sous le nom de Kigeli V[17]
- 3 septembre 1959 : création de l'Union nationale rwandaise (UNAR) par les monarchistes tutsi qui appellent à l'indépendance[13]
- 26 septembre 1959 : transformation du MSM en parti politique sous le nom de Parmehutu
- 9 octobre 1959 : couronnement de Kigeli V
- 18 octobre 1959 : création officielle du Mouvement démocratique républicain (MDR-Parmehutu)[17]
- 1er novembre 1959 : début de la révolution hutue : massacres de Tutsis, destructions, départs massif en exil[17]
- 1960 : l'administration coloniale belge organise des élections locales largement remportées par le MDR-Parmehutu dirigé par Grégoire Kayibanda qui devient le Premier ministre d'un gouvernement provisoire[17]
- 28 janvier 1961 : proclamation de la république à Gitarama. Élection d'une Assemblée législative et d'un président  provisoire de la République, Dominique Mbonyumutwa[13]
- 25 septembre 1961 : abolition de la monarchie et approbation de la république par référendum (Kamarampaka), avec 79,7 % des voix ; fin du royaume du Rwanda
- 26 octobre 1961 : élection de Grégoire Kayibanda à la présidence de la République[22]

## Rwanda indépendant
- 1er juillet 1962 : proclamation de l'indépendance du Rwanda[7],[23],[24]. Départ en exil de Kigeli V.
- 1963 : fondation de l’Université nationale du Rwanda par les pères dominicains qui en assureront la direction jusqu’en 1974[10].
- 1963-1964 : massacre de milliers de Tutsi[22].
- 10 mars 1965 : réélection de Grégoire Kayibanda (2e mandat)[24]. Juvénal Habyarimana est nommé ministre de la Défense et de la Garde nationale.
- 29 septembre 1969 : réélection de Grégoire Kayibanda (3e mandat)[24].
- 5 juillet 1973 : coup d'État du général Juvénal Habyarimana[24].
- 1974 : création du Ballet national Urukerereza.
- 1975 : signature d'une coopération militaire avec la France[22].
- 5 juillet 1975 : création du Mouvement révolutionnaire national pour le développement (MRND) qui devient parti unique[13].
- 1976 : création de la Communauté économique des Pays des Grands Lacs (CEPGL)[22].
- 17 décembre 1978 : adoption d'une nouvelle Constitution par référendum[22].
- 24 décembre 1978 : victoire de Juvénal Habyarimana à l'élection présidentielle[24].
- 1979 : création au Kenya de l'Alliance rwandaise pour l'unité nationale (ARUN).
- Octobre 1982 : fermeture de la frontière avec l'Ouganda devant un afflux massif de réfugiés tutsis expulsés par le gouvernement ougandais[24].
- 26 décembre 1985 : assassinat de l'éthologue américaine Dian Fossey dans les Montagnes des Virunga.
- Décembre 1987 : création en Ouganda du Front patriotique rwandais (FPR)[22].
- Décembre 1988 : réélection de Juvénal Habyarimana[22].
- 18 septembre 1989 : inauguration du Musée national du Rwanda par le Premier ministre belge Wilfried Martens[25].
- 20 juin 1990 : discours à La Baule du président français Mitterrand appelant au pluralisme : "il n’y a pas de développement sans démocratie".
- 5 juillet 1990 : le Président Habyarimana annonce la fin du cumul de ses fonctions de président de la République et du parti unique MRND, et la reconnaissance du multipartisme.
- 7-9 septembre 1990 : visite du pape Jean-Paul II et ordination de 22 prêtres[10] .
- 1er octobre 1990 : début de la guerre civile rwandaise déclenchée par le Front patriotique rwandais (FPR) venant d'Ouganda et rentrant au Rwanda par la force au poste frontière de Kagitumba (en) ;
- 2 octobre 1990 : mort de Fred Rwigema, commandant du FPR dans des circonstances troubles.
- 4 octobre 1990 : début de l'« Opération Noroît », officiellement pour évacuer les ressortissants occidentaux[26], en fait pour soutenir le pouvoir en place.
- 15 octobre 1990 : venant des États-Unis où il suivait une session au Command and General Staff College, Paul Kagame prend le commandement des troupes du FPR repliées en Ouganda.
- 23 janvier 1991 : attaque surprise du FPR sur la ville de Ruhengeri, tenue pendant une journée avant repli en forêt ; suivi d'actions de guérilla de faible intensité.
- 10 juin 1991 : promulgation d'une nouvelle Constitution instaurant le multipartisme et création d'un poste de Premier ministre[22].
- 1991 : lancement de la radio du FPR (Radio Muhabura), première alternative à Radio Rwanda.
- 1er novembre 1991 : retrait des troupes belges[22].
- 17 mars 1992 : création de la Coalition pour la défense de la République (CDR).
- Juin 1992: après la formation d'un gouvernement multi-partis à Kigali, Kagame annonce un cessez-le-feu et entame des négociations avec ce gouvernement à Arusha en Tanzanie.
- 12 juillet 1992 : premier accord d'Arusha entre le Front patriotique rwandais de Paul Kagame et le gouvernement rwandais, prévoyant un calendrier de négociation en vue d'une accord de paix.
- 31 juillet 1992 : le cessez-le-feu prend effet.
- 30 septembre 1992 : début des pourparlers en vue de la paix.
- 6 décembre 1992 : Le colonel Bagosora quitte les négociations d’Arusha[27].
- Fin décembre 1992 : pogroms contre des Tutsi et des opposants hutu à Kibilira et dans la région de Gisenyi.
- 5 février 1993 : la Commission internationale d’enquête menée par la FIDH met en cause à Paris la responsabilité des autorités rwandaises et de l’entourage du chef de l’État rwandais dans les massacres[28].
- 8 février 1993 : à la suite des massacres de Tutsi, le FPR lance une offensive majeure (prise de Ruhengeri, avance vers la capitale).
- 9 février 1993 : arrivée en urgence d’une compagnie supplémentaire de militaires français, qui aideront à repousser l'attaque sur Ruhengeri.
- 19 février 1993 : massacre de cinq personnes tutsi ou adhérentes à des partis d’opposition par des militaires rwandais en commune de Tumba ; deux jours plus tard, violences commises par les milices Interahamwe et CDR à Kigali, et massacres de Tutsi et d’opposants hutu dans les préfectures de Gisenyi, Ruhengeri, Kibuye et Byumba.
- 20 février 1993 : arrivée de deux compagnies de parachutistes français en renfort, et le lendemain d’une section de mortiers lourds ; Opération Chimère ; reprise en main l’armée rwandaise en pleine déroute.
- 20 février 1993 : Pierre Joxe, ministre français de la Défense, dans une lettre au président Mitterrand, écrit que Habyarimana est largement responsable du fiasco actuel[29].
- 17 juillet 1993 : Agathe Uwilingiyimana devient Première ministre[22].
- 4 août 1993 : signature du dernier des accords de paix d'Arusha[22].
- 5 octobre 1993 : création de la Mission des Nations unies pour l'assistance au Rwanda (MINUAR) chargée de veiller à la bonne application des accords d'Arusha[30].

## Génocide
- 4 avril 1994 : mise en garde de l'ONU menaçant de retirer la MINUAR en l’absence de progrès dans la mise en place des institutions de transition[7].
- 6 avril 1994 : sommet régional consacré aux crises burundaise et rwandaise à Dar es-Salaam avec les présidents du Kenya, du Rwanda, du Burundi, de la Tanzanie et de l'Ouganda.
- 6 avril 1994 : attentat contre les présidents du Rwanda et du Burundi[31].
- 7 avril 1994 : assassinat du Premier ministre, Agathe Uwilingiyimana, hutue modérée, de plusieurs ministres, et de dix Casques bleus[32].
- 8 avril 1994 : Jean Kambanda est nommé Premier ministre intérimaire. Massacre systématique des Tutsis[22]. Ordre d'opération Amaryllis pour l'évacuation des ressortissants français et étrangers[33].
- 9 avril 1994 : installation d'un gouvernement intérimaire sous l'égide de la France, à l'Ambassade de France à Kigali.
- 12 avril 1994 : retrait du contingent belge[22].
- 21 avril 1994 : massacre de l’église de Kaduha (préfecture de Gikongoro) ; 15 000 morts environ[34].
- 30 avril 1994 : à New York, condamnation des massacres par le Conseil de sécurité, mais 4 pays, dont les États-Unis et la France, refusent l’emploi du terme de génocide dans la résolution.
- 22 juin 1994–22 août 1994 : opération Turquoise menée par la France[22].
- 4 juillet 1994 : entrée du FPR à Kigali[22].
- 19 juillet 1994 : constitution d'un gouvernement de coalition. Pasteur Bizimungu devient Président et Faustin Twagiramungu Premier ministre[22].
- 8 novembre 1994 : reconnaissance du génocide par l'ONU et mise en place à Arusha du Tribunal pénal international pour le Rwanda (TPIR), chargé de juger les responsables.

## Rwanda contemporain
- 31 août 1995 : Pierre-Célestin Rwigema devient Premier ministre[35],[7].
- 8 mars 1996 : fin de la mission de la MINUAR dont les derniers contingents se retirent[30].
- 28 février 2000 : démission du Premier ministre, Pierre-Célestin Rwigema.
- 8 mars 2000 : Bernard Makuza devient Premier ministre.
- 23 mars 2000 : démission du président Pasteur Bizimungu.
- 17 avril 2000 : Paul Kagame est élu président de la République par le Parlement.
- 2000 : lancement du programme de gouvernement Vision 2020[36].
- 17 janvier 2001 : éruption du volcan Nyiragongo, à la frontière entre la République démocratique du Congo et le Rwanda[37].
- 1er janvier 2002 : nouveau drapeau du Rwanda et nouvel hymne national, Rwanda Nziza.
- 4 juin 2003 : promulgation de la nouvelle constitution[38].
- 2003 : premières élections libres.
- 26 mai 2003 : approbation par référendum (93 %) de la nouvelle Constitution, promulguée le 4 juin 2003.
- 25 août 2003 : élection de Paul Kagame avec 95 % des voix[39].
- 2 octobre 2003 : victoire du Front patriotique rwandais (FPR) aux élections législatives[39].
- 7 avril 2004 : célébration du 10e anniversaire du génocide : « Journée internationale de réflexion sur le génocide au Rwanda en 1994 »[40].
- 11 mai 2005 : annulation de la dette du Rwanda par le Club de Paris[41].
- 22 novembre 2006 : mandat d'arrêt international lancé par le juge français Jean-Louis Bruguière contre plusieurs proches du président Kagame, soupçonnés d'être impliqués dans l'attentat qui coûta la vie au président Habyarimana en 1994[38].
- 24 novembre 2006 : rupture des relations diplomatiques entre le Rwanda et la France[42].
- 30 novembre 2006 : adhésion du Rwanda et du Burundi à la Communauté d'Afrique de l'Est (EAC)[38].
- 1er janvier 2006 : Réforme administrative : renforcement de la décentralisation, de l'industrialisation et de l'urbanisation[38].
- 19 janvier 2007 : abolition de la peine de mort[38].
- 18 septembre 2008 : victoire du Front patriotique rwandais (FPR) aux élections législatives.
- 7 avril 2009 : célébration du 15e anniversaire du génocide[43].
- 29 novembre 2009 : rétablissement des relations diplomatiques entre la France et le Rwanda[44].
- 19 février 2010-4 mars 2010 : attentats à la grenade à Kigali[45].
- 25 février 2010 : visite officielle du président français Nicolas Sarkozy à Kigali[46].
- 9 août 2010 : Élection présidentielle : réélection de Paul Kagame avec 93 % des voix[47].
- 11 août 2010 : attentat dans le centre de Kigali[48].
- 11 septembre 2011 : visite en France du président Paul Kagame[49].